# Буско-Здруй
Буско-Здруй (пол. Busko-Zdrój) — город в Польше, входит в Свентокшиское воеводство, Буский повят. Имеет статус городско-сельской гмины. Занимает площадь 12,28 км². Население — 18 482 человек (на 2005 год).
Известен своими минеральными источниками.

## Фотографии

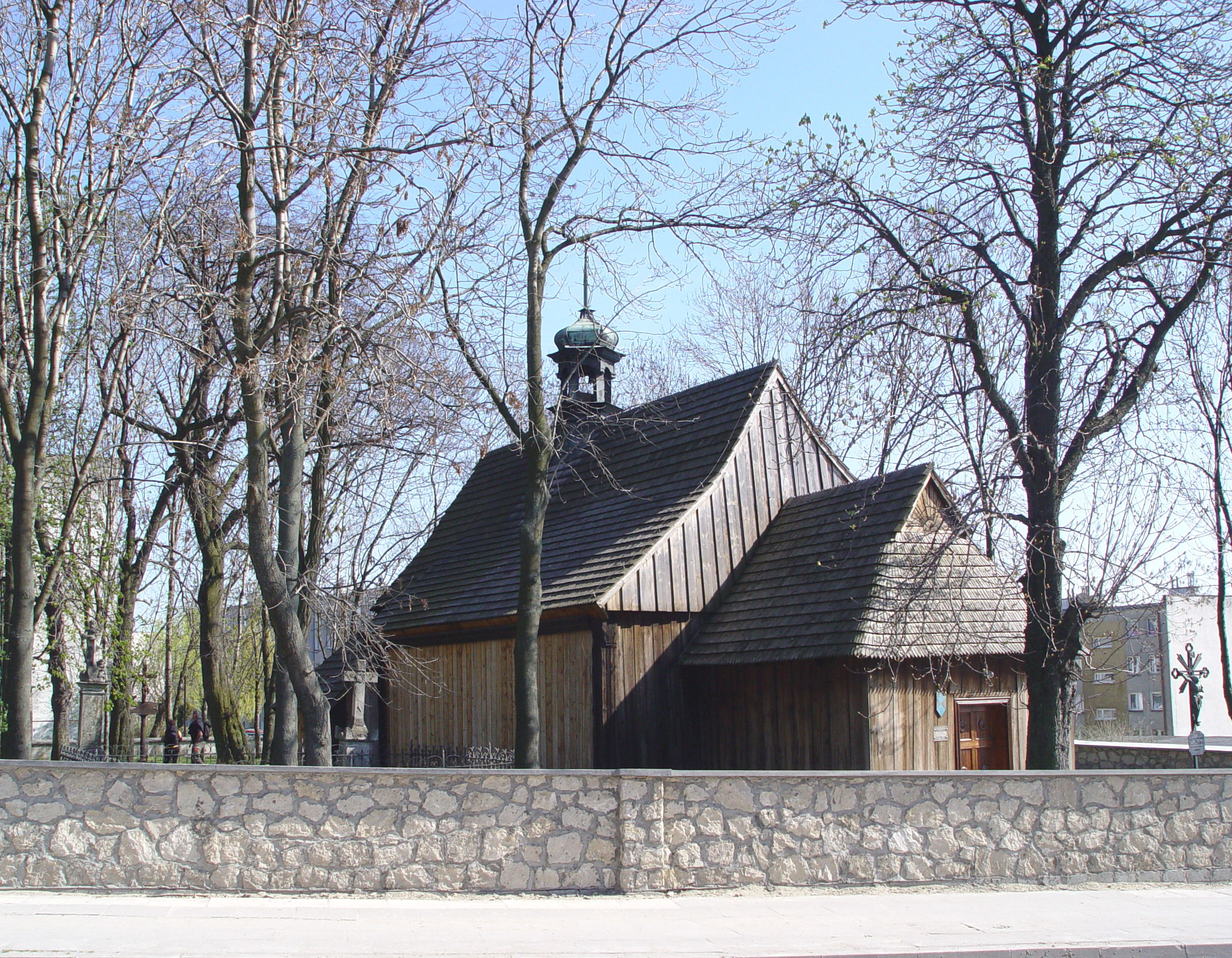
Костёл
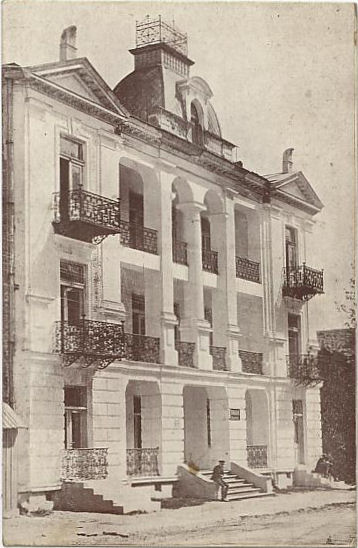
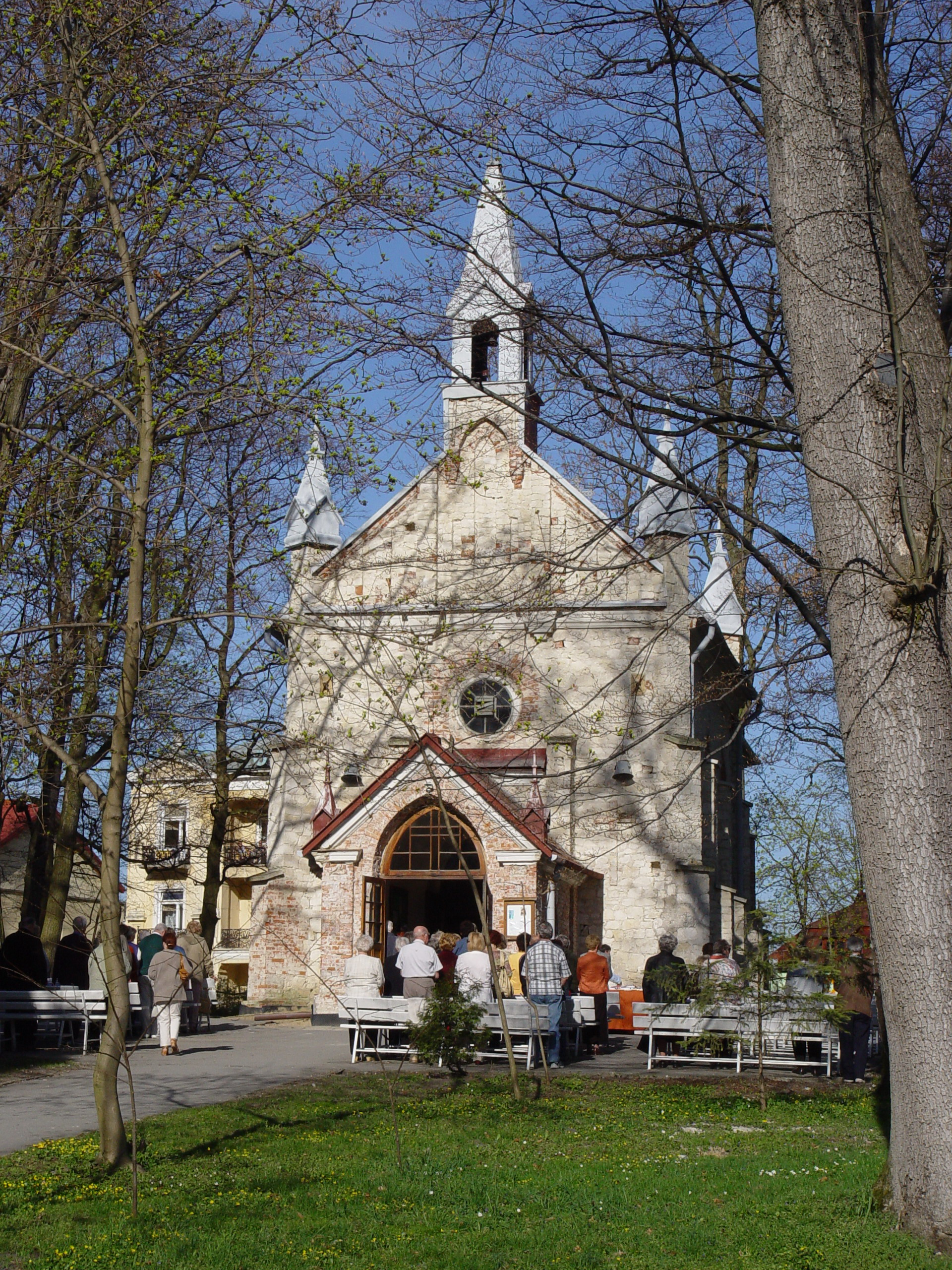
Парк
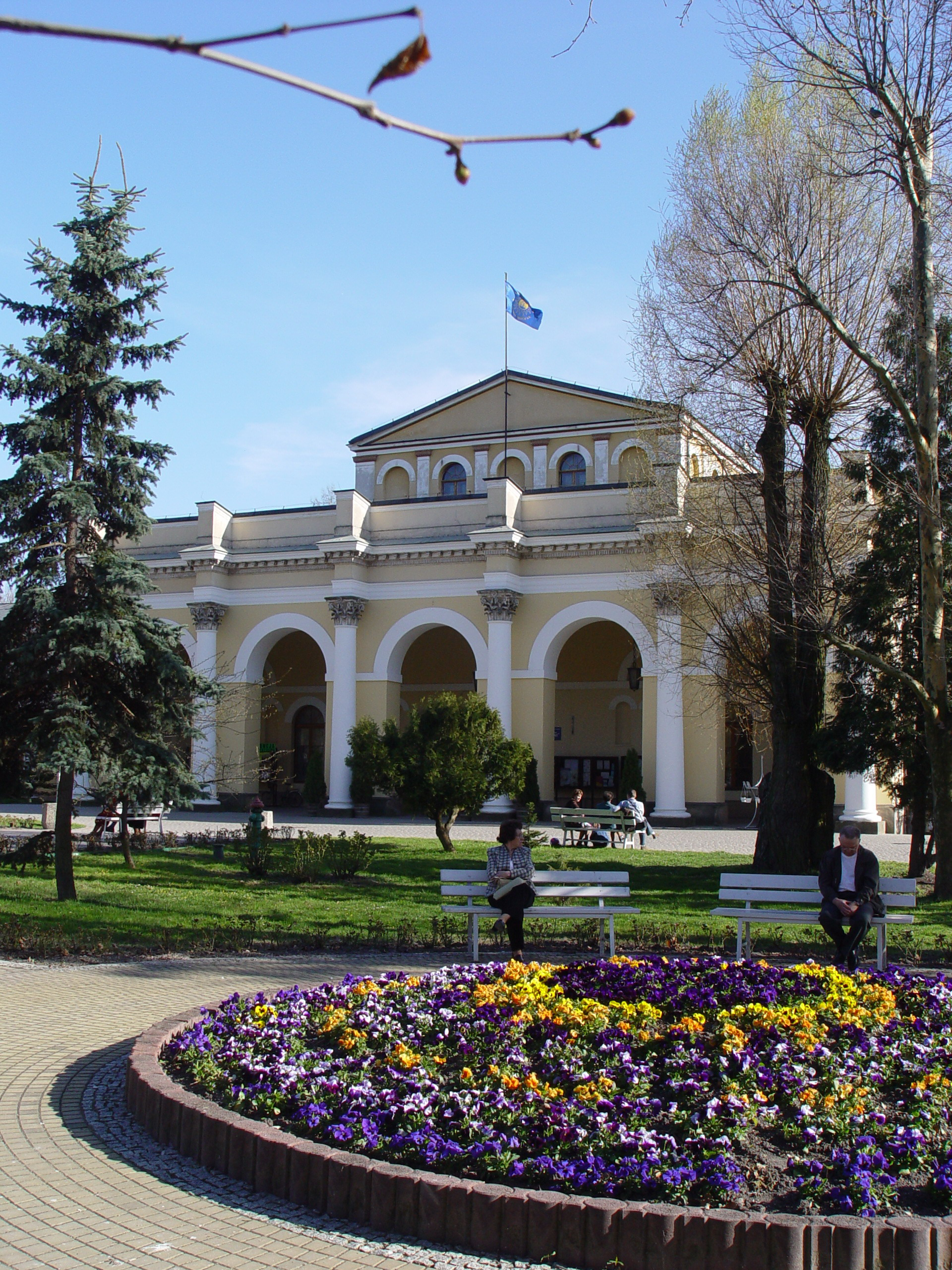